# Pedra dels Maulets
La Pedra dels Maulets és el nom popular amb què es coneix el monument als maulets, una escultura en homenatge als maulets que defensaren Xàtiva i els furs valencians durant la Guerra de Successió i que està situada a la Plaça de Sant Francesc de la capital de la Costera.
La Pedra dels Maulets és l'únic monument de Xàtiva i possiblement de tot el País Valencià dedicat als maulets. Consistix en una gran pedra de marbre de Buixcarró de les pedreres de Barxeta, amb una cara polida sobre la qual hi ha una inscripció que diu: «Als maulets per l'heroica defensa de la ciutat, cremada el 1707 per Felip V, en la lluita pels furs valencians. Els xativins i tots els valencians. 18-6-1978».

## Antecedents
La idea d'alçar un monument commemoratiu a Xàtiva d'aquestes característiques no era nova. Els nacionalistes xativins ja van intentar-ho a principis de segle xx, quan el Centre Valencianista de Xàtiva va públicar un manifest per tal de fer-ho possible a El Radical el 15 de setembre de 1934, creant-se posteriorment a tal efecte un comité pro-monument i arribant a publicar al mateix diari, el 10 de juny de 1935, l'esbós del monument. L'esclat de la guerra civil espanyola un any després, finalment faria inviable el projecte.

## Història
La Pedra va ser instal·lada el 1978 en la Plaça de Sant Francesc a instàncies del primer ajuntament democràtic de Xàtiva. A la seua inauguració, que es va produir l'endemà que es commemorara la caiguda i posterior incendi de la ciutat en mans de les tropes de Felip V el 18 de juny, va acudir Josep Lluís Albinyana, president del Consell Preautonòmic del País Valencià i les autoritats locals, encapçalades per Manuel Casesnoves, primer alcalde democràtic.
Durant la seua breu existència, ha patit diferents agressions, sobretot en forma de pintades. El 2003, però, la placa on es llegia la inscripció hagué de ser tallada de nou, ja que l'anterior quedà reduïda a trossos irrecomponibles.
Tot i això, amb el temps, el fet que siga un dels pocs monuments dedicats als maulets l'ha convertit en un símbol per a molts xativins i per a nacionalistes de tot arreu dels Països Catalans. En els seus inicis van ser habituals actes d'organitzacions nacionalistes o independentistes com el Partit Socialista d'Alliberament Nacional durant el 25 d'Abril, Diada del País Valencià.
En els darrers temps s'organitzen tots els anys en la Pedra dels Maulets diferents actes coincidint amb el 25 d'abril i el 17 de juny dates en què es commemora la batalla d'Almansa i l'incendi de Xàtiva. Entre d'altres és habitual la Commemoració del 25 d'abril a Xàtiva, un acte organitzat pels grups polítics locals amb la participació de diferents entitats cíviques de la ciutat i la manifestació del grup independentista juvenil Maulets. El 2007, l'Assemblea de Maulets de La Costera convocà el 16 de juny una marxa nocturna a les muralles de Xàtiva que partia de la Pedra dels Maulets i l'associació Amics de La Costera organitzà una processó cívica per al 17 de juny amb motiu del 300 aniversari de l'incendi de la Ciutat de Xàtiva i va dipositar una corona de flors al monument.